# سبخة الجريبة
سبخة الجِرِيبَة هي سبخة تقع في ولاية سوسة في الوسط الشرقي التونسي، جنوب مدينة بوفيشة وشمال مدينة هرقلة.
| سبخة الجريبة |